# Niloofar Rahmani
Niloofar Rahmani (en persa: نیلوفر رحمانی‎) (Kabul 1992) es la primera mujer aviadora de la Fuerza Aérea de ala fija en la historia de Afganistán y la primera mujer piloto en la Fuerza Aérea Afgana desde la caída de los Talibánes en 2001. Fue ganadora del Premio Internacional a las Mujeres de Coraje en 2015. 

## Vida y carrera
Desde niña, soñaba con ser piloto y pasó casi un año estudiando inglés para poder asistir a la escuela de vuelo. Se alistó en el Programa de Entrenamiento de Oficiales de la Fuerza Aérea Afgana en 2010 y en julio de 2012 se graduó como teniente segundo. Dos pilotos de helicópteros femeninos durante la era soviética, las hermanas Nabizada, junto con su padre, sirvieron de inspiración para el logro de Rahmani.  Su primer vuelo en solitario fue en un Cessna 182. Deseando volar aviones más grandes, fue a la escuela de vuelo avanzada y pronto estaba volando el avión de carga militar C-208. Las mujeres tradicionalmente tienen prohibido transportar soldados muertos o heridos; Sin embargo, Rahmani desafió las órdenes cuando descubrió soldados heridos al aterrizar en una misión. Llevándolos a un hospital, denunció sus acciones a sus superiores, quienes no impusieron sanciones.
Cuando se publicitaron sus logros, la familia del Capitán Rahmani recibió amenazas tanto de los miembros de la familia como de los talibanes, quienes desaprobaron su ambición y opciones de carrera. La familia ha tenido que mudarse varias veces, pero Rahmani está resuelta y tiene como objetivo volar un avión C-130 más grande y convertirse en instructora de vuelo para inspirar a otras mujeres. Comenzó a entrenar en C-130 con la Fuerza Aérea de los EE. UU. En 2015 y completó el programa en diciembre de 2016, luego de lo cual solicitó asilo en los Estados Unidos. Rahmani espera convertirse en piloto militar de la Fuerza Aérea de los Estados Unidos.
Rahmani estuvo representada por la abogada internacional Kimberley Motley y se le concedió asilo en los Estados Unidos en abril de 2018.

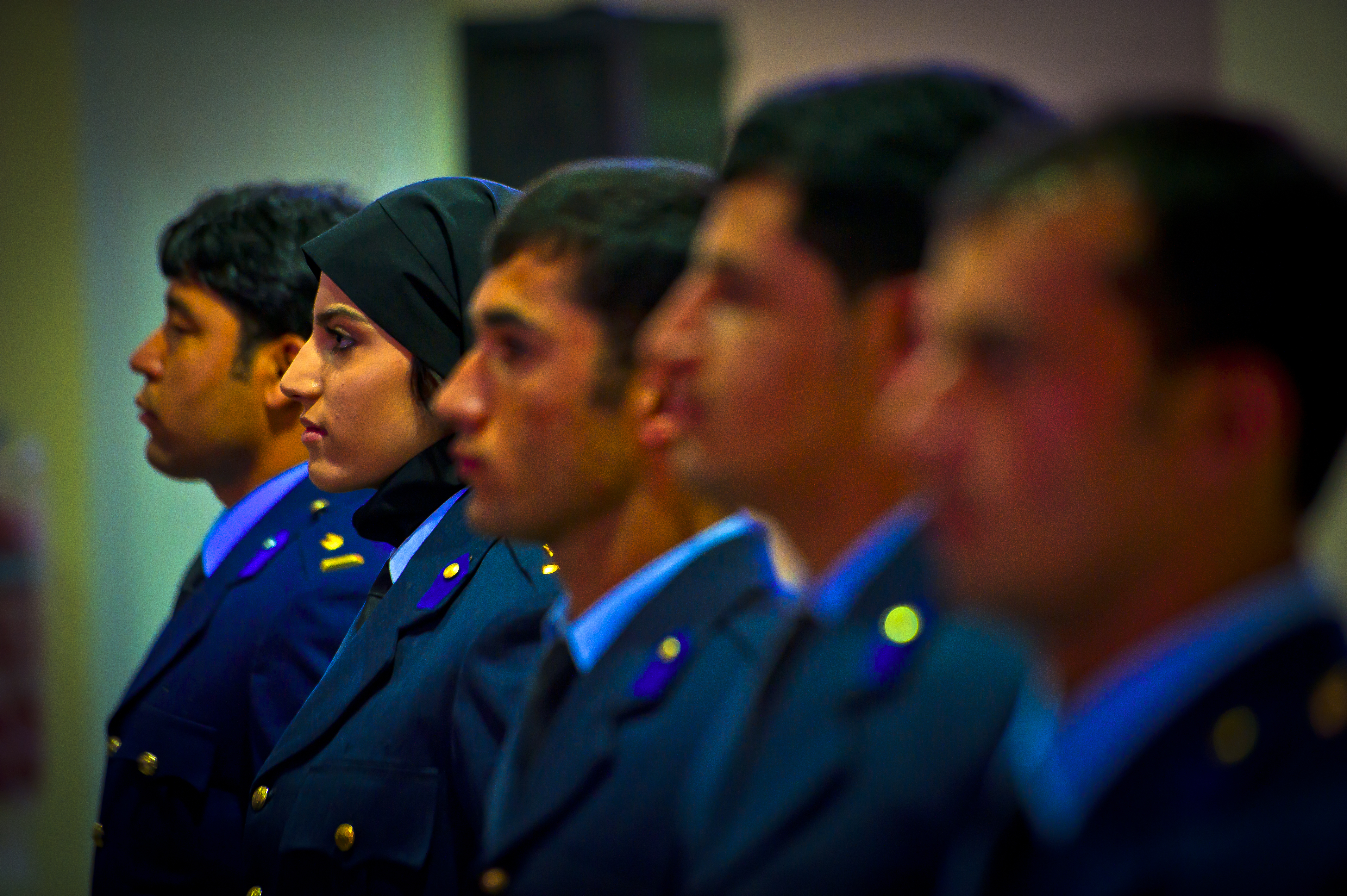
La teniente segundo Niloofar Rahmani se encuentra junto a los otros cuatro graduados de formación de pilotos de pregrado justo antes de recibir sus alas de piloto en una ceremonia el 14 de mayo de 2013 en Base Aérea Shindand, Afganistán.